# Marie Zielcke
Marie Zielcke (née le 3 février 1979) est une actrice allemande,,.

## Filmographie
| Année | Titre                 | Rôle              |
| ----- | --------------------- | ----------------- |
| 2007  | Fata Morgana          | Laura             |
| 2007  | Alibi                 | Jenna Bryant      |
| 2004  | Une famille allemande | Nadine            |
| 2001  | Allô pizza            | Laura Becker      |
| 2000  | Highway Society       | Elisabeth Dirberg |
| 1998  | Am I Beautiful?       | Angelina          |